# Meryem Benm'Barek-Aloïsi
Meryem Benm'Barek-Aloïsi là một đạo diễn và nhà biên kịch phim người Ma-rốc. Cô là người nhận giải thưởng Gan Foundation 2017 và tài trợ từ Viện phim Doha năm 2017. Bộ phim truyện của cô, <i id="mwCA">Sofia</i> đã giành giải thưởng kịch bản hay nhất tại Cannes, phần Un Sure Regard năm 2018. Cô cũng đã viết và đạo diễn năm bộ phim ngắn, giành hai giải thưởng làm phim cho bộ phim năm 2014 Jenna ở Hoa Kỳ.

## Tiểu sử
Meryem Benm'Barek-Aloïsi sinh năm 1984 tại Rabat, Maroc. Cô theo học Học viện Ngôn ngữ và Văn minh Phương Đông tại Paris, học tiếng Ả Rập. Sau đó, cô học đạo diễn vào năm 2010 tại trường điện ảnh INSAS ở Brussels. Benm'Barek-Aloïsi đạo diễn năm bộ phim ngắn ở Brussels, gây chú ý cho Nor (2013) và Jennah (2014). Benm'Barek-Aloïsi đã tạo ra các triển lãm về nghệ thuật âm thanh tại Bảo tàng Victoria và Albert ở London.
Năm 2017, Quỹ Gan cho Phim, nơi hỗ trợ các dự án phim dài thứ nhất và thứ hai, đã trao cho Benm'Barek-Aloïsi một khoản trợ cấp trị giá 53.000 euro, là một trong năm người chiến thắng. Nền tảng này cung cấp hỗ trợ cho các nhà làm phim chiến thắng từ ý tưởng đến sản xuất và phân phối phim của họ. Cũng trong mùa xuân năm 2017, Benm'Barek-Aloïsi được Viện phim Doha bầu chọn là người nhận trợ cấp.

## Sự nghiệp điện ảnh

### Sofia(2018)
Sofia, "chân dung của giám đốc về mối quan hệ phức tạp của một quốc gia với các giá trị, luật lệ và điều cấm kỵ của riêng mình"  kể về câu chuyện của một phụ nữ Ma-rốc 20 tuổi tuyệt vọng tìm kiếm cha của đứa con chưa sinh của mình để tránh bị báo cáo với chính quyền. Câu chuyện mở ra với Sophia, người không biết mình có thai cho đến khi chuyển dạ. Anh họ của cô, Lena, một sinh viên y khoa hiểu chuyện gì đang xảy ra với Sophia và đưa cô đến bệnh viện. Trong một cuộc chạy đua với thời gian, bệnh viện cấp cho người phụ nữ trẻ 24 giờ để cung cấp tài liệu của cha của đứa trẻ trước khi báo cho cảnh sát. Cùng với anh em họ của mình, Sophia cố gắng xác định vị trí của chàng trai trẻ mà cô chỉ gặp một lần.
Sofia đã được trình bày tại Liên hoan phim Cannes, phần Un Sure Regard. Benm'Barek-Aloïsi đã giành giải thưởng kịch bản hay nhất tại liên hoan phim và sự hoan nghênh nhiệt liệt từ khán giả Cannes cho bộ phim của cô.

### Jenna(2014)
Năm 2014, bộ phim ngắn Jenna đã được phát hành. Được viết và đạo diễn bởi Benm'Barek-Aloïsi, câu chuyện tập trung vào một cô bé 13 tuổi lớn lên ở Maroc. Bộ phim là người chiến thắng giải thưởng của ban giám khảo tại Liên hoan phim Atlanta năm 2015 cho Phim ngắn hay nhất Mavericks ngắn. Nó cũng giành được giải thưởng lớn cho phim ngắn hay nhất trong Liên hoan phim quốc tế Rhode Island.

## Đóng phim
| Năm  | Phim ảnh          | Vai trò               | Ghi chú                                                       |
| ---- | ----------------- | --------------------- | ------------------------------------------------------------- |
| 2018 | Sofia             | Director screenwriter | Giải thưởng cho kịch bản hay nhất, Liên hoan phim Cannes 2018 |
| 2014 | Jennah (ngắn)     | Director screenwriter | Giành giải thưởng lớn 2014 tại Lễ hội Rhode Island            |
| 2013 | Cũng không (ngắn) | Director screenwriter | Quay tại Brussels, Bỉ                                         |